# Station Pont-Melvez
Station Pont-Melvez is een spoorweghalte in de Franse gemeente Pont-Melvez. 
Zij wordt bediend door treinen van het netwerk TER Bretagne op het traject Guingamp - Carhaix.